# Toshihiko Koga
Toshihiko Koga, född 21 november 1967 i Miyaki i Saga prefektur, Japan, död 24 mars 2021, var en japansk judoutövare. 
Han tog OS-guld i herrarnas lättvikt i samband med de olympiska judotävlingarna 1992 i Barcelona.
Han tog OS-silver i herrarnas halv mellanvikt i samband med de olympiska judotävlingarna 1996 i Atlanta.
Koga avled den 24 mars 2021 av cancer.